# Allgemeine Sport-Zeitung

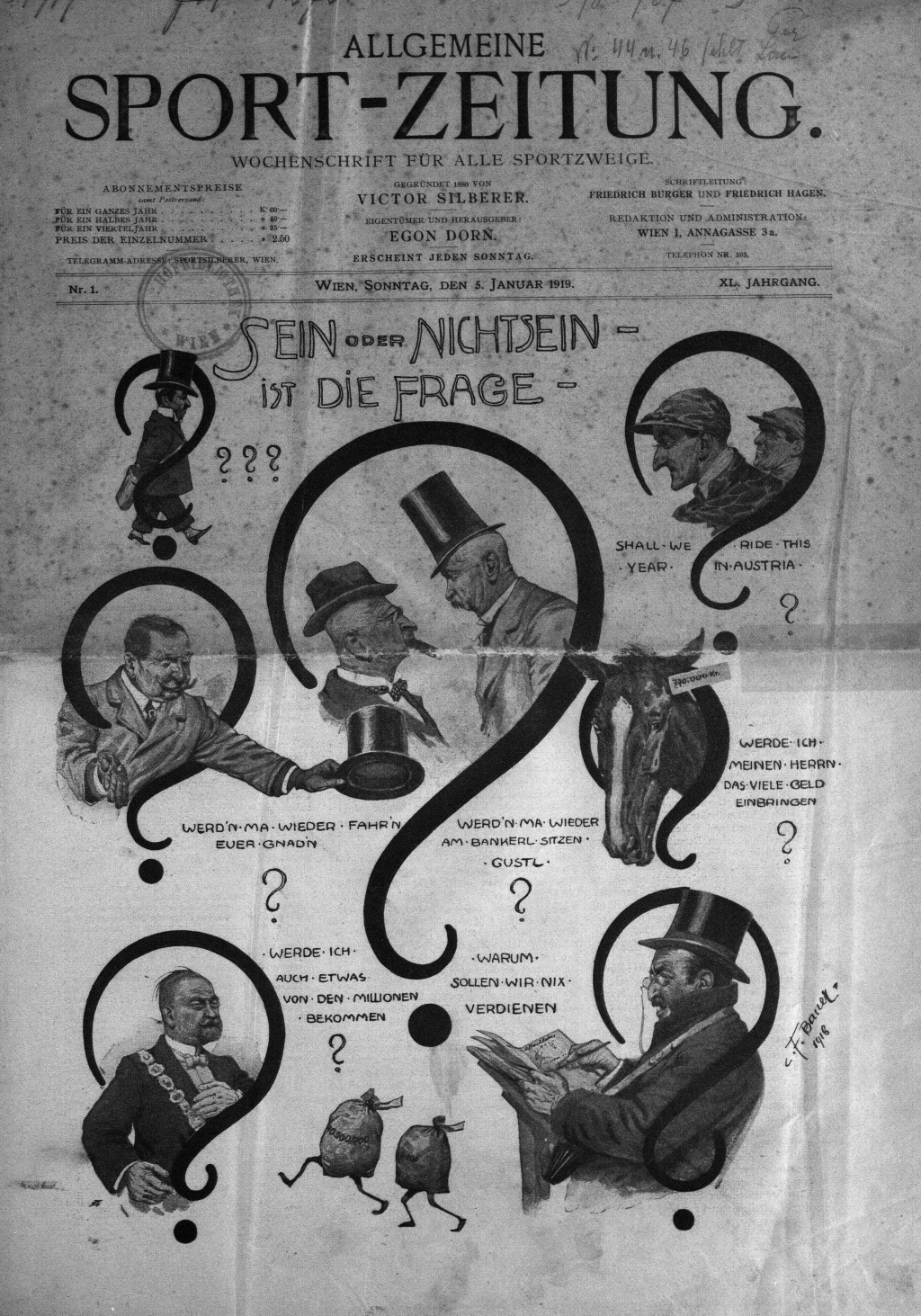
Titelblatt der Allgemeinen Sportzeitung von 1919

Die Allgemeine Sport-Zeitung erschien von 1880 bis 1927. Anfangs hatte sie den Beinamen Wochenschrift für alle Sportzweige, später Organ für alle Sportzweige. Die mehrmals wöchentlich erscheinende Zeitung war das offizielle Organ des Österreichischen Touring-Clubs, einer der Vorgängerorganisationen des ÖAMTC, Herausgeber war Victor Silberer.